# Domingo García Heredia
Domingo García Heredia (1904 – 19 dicembre 1986) è stato un calciatore peruviano.

## Carriera
In carriera, García giocò per l'Alianza Lima e per il Perù con il quale disputò il Mondiale 1930 giocando una sola partita contro la Romania.